# Grain Valley
Grain Valley est une ville américaine située dans le comté de Jackson, dans le Missouri.
Selon le recensement de 2010, Grain Valley compte 12 854 habitants. La municipalité s'étend sur 6,07 milles carrés (15,72 km2).